# 용인 용덕사 석조여래입상
용인 용덕사 석조여래입상(龍仁 龍德寺 石造如來立像)은 대한민국 경기도 용인시 처인구 이동읍, 용덕사에 있는 신라 시대의 불상이다. 2001년 9월 16일 경기도의 문화재자료 제111호로 지정되었다.

## 개요
이 불상은 이동면 천리 75번지 적동저수지 입구에 저수지 하단 제방 좌안 삼분지일의 지점에 있었던 것으로 1960년대 초 저수지 축조 공사를 시작하면서 저수지 입구 좌측으로 옮겨 정측 1칸의 당우(堂宇)에 안치 했었다. 후에 용덕사로 이전되어 현재에 이르고 있다.
불상을 살펴보면 머리에는 육계의 흔적이 있고 목에는 삼도(三道)가 있다. 법의는 통견이며 양쪽 팔에서 흘러내린 천의는 발끝에 닿았다. 가슴 앞에서 원호로 나타나는 의문(衣文)이 길게 처지면서 하반신에서 양 다리에서 타원형의 주름을 만들면서 흐른다. 도식화된 이러한 형태의옷주름 표현은 8세기 이후의 불상에서 흔히 볼 수 있는 모습이다. 수결(手決)은 시무외(施無畏), 여원(與願)으로 보이나 오른손은 보주를 쥐고 있다.
수인과 옷주름 등으로 볼 때 전체적으로 옷주름이 패턴화된 경향을 일부 보이고 신체는 부피감 없이 다소 경직된 모습을 보이고 있어 통일신라 불상양식을 계승하면서 고려시대로 넘어가는 과도기적인 작품으로 보인다.

## 참고 자료
- 용덕사석조여래입상 - 국가유산청 국가유산포털